# Kiyotaka Ishimaru
Kiyotaka Ishimaru (石丸 清隆, Ishimaru Kiyotaka) est un footballeur japonais né à Katano, dans la préfecture d'Osaka, le 30 octobre 1973.